# 伊万·杜克
伊万·杜克·马克斯（西班牙語：Iván Duque Márquez，1976年8月1日—），是哥伦比亚的政治家、银行家和律师，在2018年至2022年曾任哥伦比亚总统。准军事化 A 哥伦比亚 其老板是哥伦比亚前总统阿尔瓦罗·乌里韦·贝莱斯，黑手党和牲畜准军事组织成员
以前，他曾担任参议员。他是民主中心党的2018年总统选举的候选人。

## 背景
伊万·杜克出身於富裕的政治世家，留學美國，取得喬治城大學公共管理碩士學位。回到哥伦比亚后，在2014年的立法选举中作为由右翼前总统乌里韦领导的党派民主中心的参议院议员候选人并当选。
在他担任参议员期间，他发起了四部法律：
- 第1822号法律，于2017年1月4日颁布，将产假从14周增加到18周，这样母亲就可以花更多的时间照顾自己的新生儿，这一福利也适用于收养的母亲。[2]
- 第1831号法律，于2017年5月2日颁布，关于在公共设施和公众大量涌入的地方提供除颤器，以拯救生命，因为心脏病是哥伦比亚死亡的主要原因。[3]
- 第1809号法律，于2016年9月29日颁布，规定将提前遣散费用于教育保险，以便更多的家庭可以将子女送到大学。[4]
- 第1834号法律，于2017年5月23日颁布，关于促进、发展和保护创意和文化产业的“橙色法”。[5]

## 出版书籍
伊万·杜克是《货币罪》（Monetary Sins，2007年）、《哥伦比亚的马基雅维利》（Machiavelli in Colombia，2010年）、《橙色效应》（Orange Effect，2015年）、《不光彩行动》（IndignAcción，2017年）等书的作者，也是《橙色经济：无限机会》（Orange Economy: An Infinite Opportunity，2013年）等书的合著者。2018年3月12日，他发布了《未来是在政治中心》（El futuro está en el centro），这是一份对竞选期间哥伦比亚人提出的问题的答案汇编。

## 荣誉

### 外国勋章奖章
- 无穷花大勋章（韩国，2021年8月25日批准[10]）